# Théorème de Thalès
Pour l’article homonyme, voir Théorème de Thalès (cercle).

Configuration possible du théorème de Thalès : les droites (BC) et (DE) sont parallèles donc les triangles ADE et ABC sont semblables et les longueurs AD, DE, EA sont proportionnelles aux longueurs AB, BC et CA.

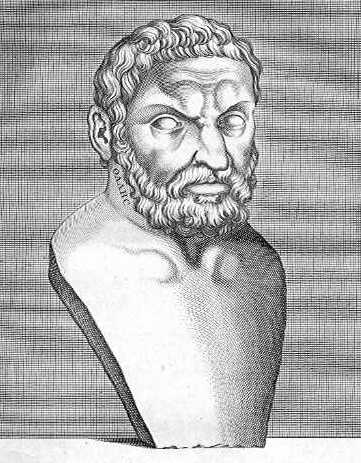
Le théorème de l'article doit son nom en France à Thalès de Milet, une attribution qui n'est pourtant pas retenue par les historiens.

Le théorème de Thalès est un théorème de géométrie plane, qui affirme qu'une droite parallèle à l'un des côtés d'un triangle définit, avec les droites des deux autres côtés, un nouveau triangle dont les côtés sont proportionnels à ceux du premier (voir énoncé précis ci-dessous). En anglais, il est souvent appelé intercept theorem (soit « théorème d'interception »), et en allemand Strahlensatz (« théorème des demi-droites ») ou Vierstreckensatz, (« théorème des quatre segments »).
L'attribution du théorème à Thalès,  philosophe et mathématicien grec du vie siècle av. J.-C., n'est pas retenue par les historiens. Elle s'explique probablement par une légende rapportée par Plutarque selon laquelle Thalès aurait calculé la hauteur d'une pyramide par proportionnalité, en mesurant la longueur de son ombre au sol et la longueur de l'ombre d'un bâton de hauteur connue. 
La démonstration écrite la plus ancienne connue de ce théorème apparait vers 300 av. J.-C. dans les Éléments d'Euclide (proposition 2 du livre VI). Elle utilise la proportionnalité d'aires de triangles de hauteur égale (voir ci-dessous le détail de la preuve).
Le théorème de Thalès permet de calculer des longueurs en trigonométrie, à condition de disposer de deux droites parallèles. Cette propriété est utilisée dans des instruments de calcul de longueurs.
Plus abstraitement le théorème de Thalès est essentiellement un résultat de géométrie affine, où il correspond à la conservation par projection des rapports de mesures algébriques entre points alignés. Il se généralise en dimension supérieure. En géométrie projective il se généralise à la conservation du birapport par projection conique.
En allemand, et souvent en anglais, le théorème de Thalès désigne un autre théorème de géométrie qui affirme qu'un triangle inscrit dans un cercle, et dont un côté est un diamètre, est un triangle rectangle.

## Énoncés et enseignement
En pratique, le théorème de Thalès permet de calculer des rapports de longueur et de mettre en évidence des relations de proportionnalité en présence de parallélisme.
Théorème de Thalès — Soit un triangle ABC, et deux points D et E, D sur la droite (AB) et E sur la droite (AC), de sorte que la droite (DE) soit parallèle à la droite (BC) (comme indiqué sur les illustrations ci-dessous). Alors :
Pour la première égalité il est possible de changer l'ordre des trois points  sur chaque droite (de façon cohérente), mais la deuxième égalité n'est correcte que pour le rapport indiqué, celui où l'on part du point A  commun aux deux droites, par exemple :
{\displaystyle {\dfrac {DA}{DB}}={\dfrac {EA}{EC}}}, mais {\displaystyle {\dfrac {DA}{DB}}\neq {\dfrac {DE}{BC}}} (et {\displaystyle {\dfrac {DA}{DB}}\neq {\dfrac {BC}{DE}}}).
D'autres égalités se déduisent par échange des termes dans les égalités de rapport précédentes, ainsi :
{\displaystyle {\dfrac {AB}{AC}}={\dfrac {AD}{AE}}={\dfrac {DB}{EC}}}.
Deux configurations possibles du théorème de Thalès :

Ce théorème démontre que les triangles ABC et ADE sont homothétiques : il existe une homothétie de centre A envoyant B sur D et C sur E. L'un des rapports donnés ci-dessus est, au signe près, le rapport de l'homothétie. Plus précisément, le rapport de l'homothétie est {\displaystyle +{\frac {AD}{AB}}} dans la première configuration et {\displaystyle -{\frac {AD}{AB}}} dans la seconde. Le théorème de Thalès est parfois énoncé en affirmant qu'une droite parallèle à un des côtés du triangle coupe ce triangle en un triangle semblable.
Il peut être mis en œuvre dans différentes constructions géométriques à la règle et au compas. Par exemple, il peut justifier une construction permettant de diviser un segment en un nombre donné de parts égales.
Rigoureusement, l'énoncé ci-dessus donné nécessite l'utilisation d'une distance euclidienne pour donner un sens aux longueurs mentionnées (AB, BC…). Un énoncé plus précis utilise la notion de mesure algébrique plutôt que de longueur, et se généralise à la géométrie affine (où le rapport de mesures algébriques a un sens).

### Théorème réciproque
Le théorème de Thalès (en dimension 2), dans son sens direct, permet de déduire certaines proportions dès que l'on connaît un certain parallélisme. Le sens direct (et non la réciproque) permet également par contraposée, de démontrer que les droites (ou segments) concernés ne sont pas parallèles quand il n'y a pas l'égalité de certains rapports. Sa réciproque permet de déduire un parallélisme dès que l'on connaît l'égalité de certains rapports.
Réciproque du théorème de Thalès — Dans un triangle ABC, supposons donnés des points D et E appartenant respectivement aux segments [AB] et [AC]. Si les rapports {\displaystyle {\frac {AD}{AB}}} et {\displaystyle {\frac {AE}{AC}}} sont égaux, alors les droites (DE) et (BC) sont parallèles.
La démonstration de cette réciproque se déduit du théorème. En effet, considérons un point E' du segment [AC] tel que (DE') soit parallèle à (BC). Alors les points A, E' et C sont alignés dans cet ordre et {\displaystyle {\frac {AE'}{AC}}={\frac {AD}{AB}}={\frac {AE}{AC}}} donc {\displaystyle AE'=AE}. Or il n'existe qu'un seul point situé entre A et C vérifiant cette propriété donc E' = E. Par conséquent, (DE) = (DE') est parallèle à (BC).

### Théorème de la droite des milieux

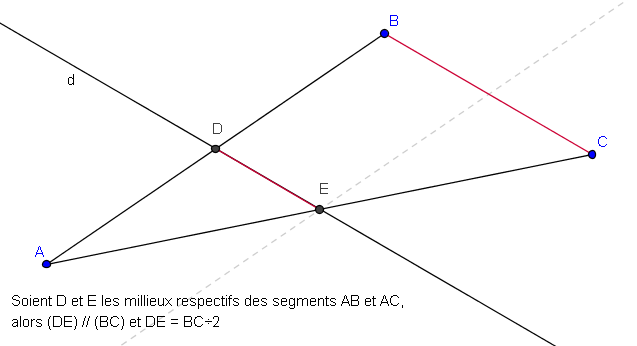

Le théorème des milieux et sa réciproque sont une spécialisation de la réciproque du théorème de Thalès et du théorème lui-même, pour laquelle les points D et E correspondent aux milieux des segments [AB] et [AC]. Si une droite passe par les milieux de deux côtés d'un triangle, elle est parallèle à la droite qui supporte le troisième côté ; et la longueur joignant les milieux des deux côtés est égale à la moitié de la longueur du troisième côté :
Théorème — Soit un triangle ABC, et nommons D et E les milieux respectifs de [AB] et [AC]. Alors les droites (DE) et (BC) sont parallèles et l'on a : 2DE = BC.
La réciproque du théorème de Thalès garantit que les deux droites sont parallèles ; de plus, le théorème de Thalès s'applique et il vient :

### Enseignement et appellations
Ce théorème est connu aujourd'hui sous le nom de  théorème de Thalès dans l'enseignement des mathématiques en France et dans d'autres pays. Aucune source ancienne ne permet cependant de l'attribuer à Thalès. Très vraisemblablement cette attribution repose-t-elle sur une mauvaise interprétation de quelques témoignages anciens, et eux-mêmes contestables, à propos d'une supposée mesure  par celui-ci de la hauteur des pyramides,.
Les anciens n'attribuaient pas de nom propre à leurs théorèmes. Plusieurs auteurs du XIXe siècle appellent théorème de Thalès la propriété (plus générale) que « dans les triangles l'égalité des angles entraîne la proportionnalité des côtés et réciproquement » (voir Triangles semblables),. Deux manuels d'enseignement de la fin du XIXe siècle appellent théorème de Thalès un théorème dans le triangle proche de celui du présent article.
Cependant, la référence à Thalès n'a alors rien d'universelle. L'historien des mathématiques Paul Tannery réfute l'attribution de tels théorèmes à Thalès dans un ouvrage paru en 1887. Plusieurs traités de géométrie élémentaire de la fin du XIXe siècle ou de la première moitié du XXe siècle ne mentionnent pas Thalès pour ces résultats. C'est le cas par exemple du manuel de Jacques Hadamard paru en 1898 et de nombreuses fois réédité ensuite, où la propriété que « deux sécantes quelconques sont coupées en parties proportionnelles par des droites parallèles » est le « théorème fondamental » du chapitre premier du livre III, intitulé « lignes proportionnelles ».
Le « théorème de Thalès » finit par s'imposer en France, au cours du XXe siècle, où il est utilisé soit pour le théorème sur le triangle et la parallèle à l'un des côtés, soit pour celui sur les deux sécantes découpées par des droites parallèles,.
La situation est similaire en Italie, où le théorème de Thalès apparaît aussi sous ce nom également dans des manuels d'enseignement de la fin du XIXe siècle. Elle est très différente en Allemagne, où le « théorème de Thalès » apparaît à la même époque mais pour désigner un tout autre théorème, la propriété selon laquelle tout angle inscrit dans un demi-cercle est droit,. Toujours à la même époque, les États-Unis et l'Angleterre ne connaissent pas de théorème de Thalès,. L'une ou l'autre appellation se propage dans d'autres pays européens, soit sous l'influence des manuels français et italiens, soit sous celle des manuels allemands.
Le théorème de Thalès désigne deux énoncés très différents qui sont associés à deux traditions différentes de l'enseignement de la géométrie, plus fidèle à l'ordre d'exposition euclidien en Allemagne, où le nom de Thalès est associé à un théorème à propos du triangle rectangle, plus sensible en France à l'apparition de la géométrie projective et de la géométrie affine. Dans un cas comme dans l'autre, l'histoire est instrumentalisée au service d'un choix didactique : il s'agit de mettre un théorème en avant, en lui attribuant le nom d'un mathématicien célèbre, d'où des choix différents dans des traditions d'enseignement différentes.

## Histoire

### Mathématiques babyloniennes et  égyptiennes
Les mathématiques babyloniennes et égyptiennes nous sont connues principalement par des tables numériques et des énoncés de problèmes. Dans ce dernier groupe, on peut détecter quelques problèmes dont l'illustration présente des triangles qui semblent être en situation de Thalès. Cependant, comme le souligne le conférencier en épistémologie et histoire des sciences Alain Herreman, il ne suffit pas de soupçonner une configuration de Thalès, encore faut-il que la présence du théorème soit corroborée par les nombres figurant sur la figure et par une procédure l'utilisant explicitement. Le risque est grand, autrement, de  surinterpréter les textes, influencé par les connaissances actuelles et la tentation d'y retrouver ce qu'on s'attend à trouver.

#### Tablette MLC 1950

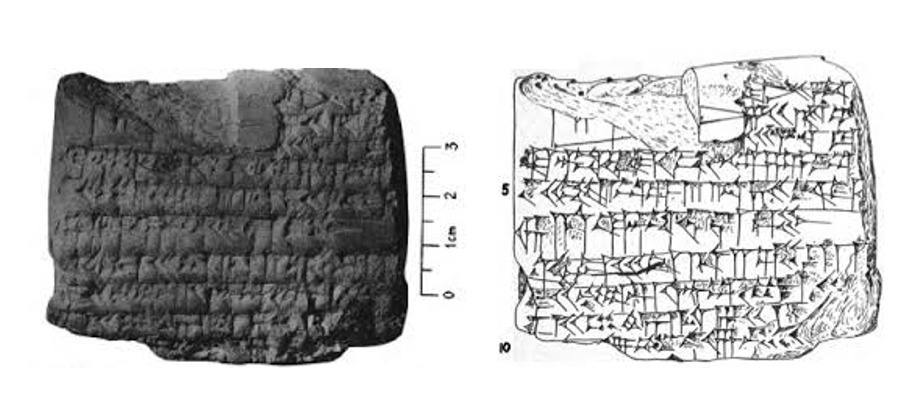
Tablette MLC 1950 et l'illustration, très dégradée, d'un trapèze découpé dans un triangle

La tablette MLC 1950 datant de la période paléo-babylonienne (2e millénaire avant notre ère) décrit un exercice dans lequel le scribe cherche à calculer les longueurs des bases d'un trapèze  découpé dans un triangle, à partir d'informations sur son aire S, sa hauteur h et la hauteur h' du triangle complétant le trapèze. La procédure consiste à calculer la demi-somme et la demi-différence des bases pour obtenir ensuite la valeur des bases par somme et différence
- la demi-somme des longueurs des bases, s'obtient comme le rapport de l'aire du trapèze par sa hauteur (d'autres tablettes confirment que la formule donnant l'aire du trapèze était connue[21]) ;
- la demi-différence, s'obtient par application d'une formule non expliquée, consistant à diviser l'aire du trapèze par 2h'+h[22].

La tablette ne donne aucune explication de cette dernière formule. Neugebauer et Sachs en donnent une justification par les « triangles semblables » (il s'agit en l'occurrence du cas particulier correspondant à notre « théorème de Thalès »).
De nombreux problèmes de ce genre où un triangle est découpé par une ou plusieurs lignes parallèles à un côté et où certaines quantités sont fournies (aire et dimensions) tandis que d'autres sont demandées existent dans les mathématiques de cette époque mais sans toujours fournir de procédure de résolution.

#### Papyrus Rhind

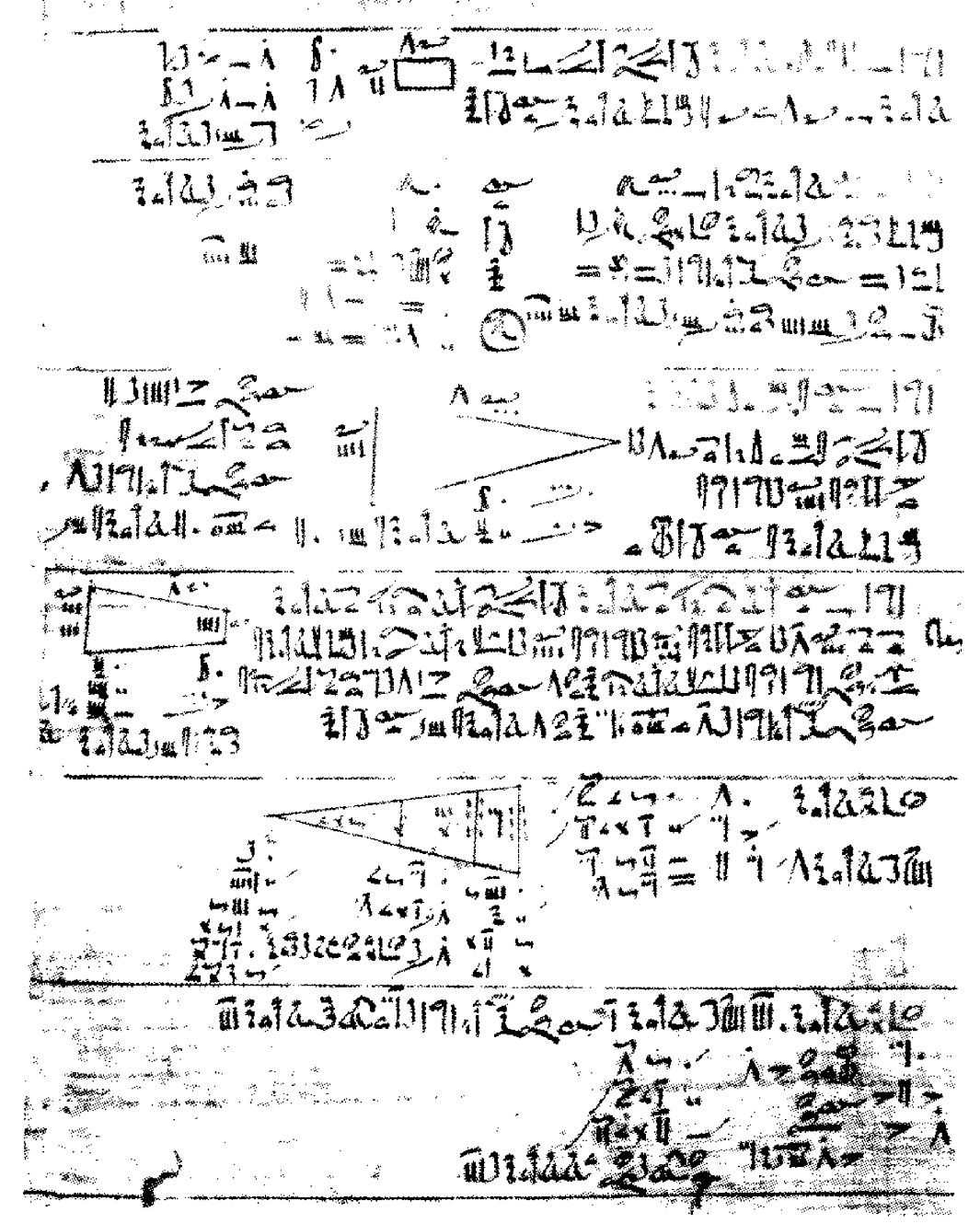
La source d'une surinterprétation : l'un des schémas de cet extrait du papyrus Rhind (problème 53) fait penser à une configuration de Thalès, mais ne peut correspondre au théorème quand on examine les nombres associés.

On trouve également de telles illustrations dans le papyrus Rhind, avant -1550. Le problème 53, par exemple, représente un triangle découpé par plusieurs segments qui semblent parallèles à la base. Sur cette figure sont notées des valeurs numériques. Cependant aucun contexte n'est fourni et l'analyse des valeurs numériques conduit à des interprétations variées suivant les égyptologues et on ne peut l'attribuer explicitement à l'utilisation du théorème de Thalès.

### Grèce antique

#### Le livre VI desÉléments

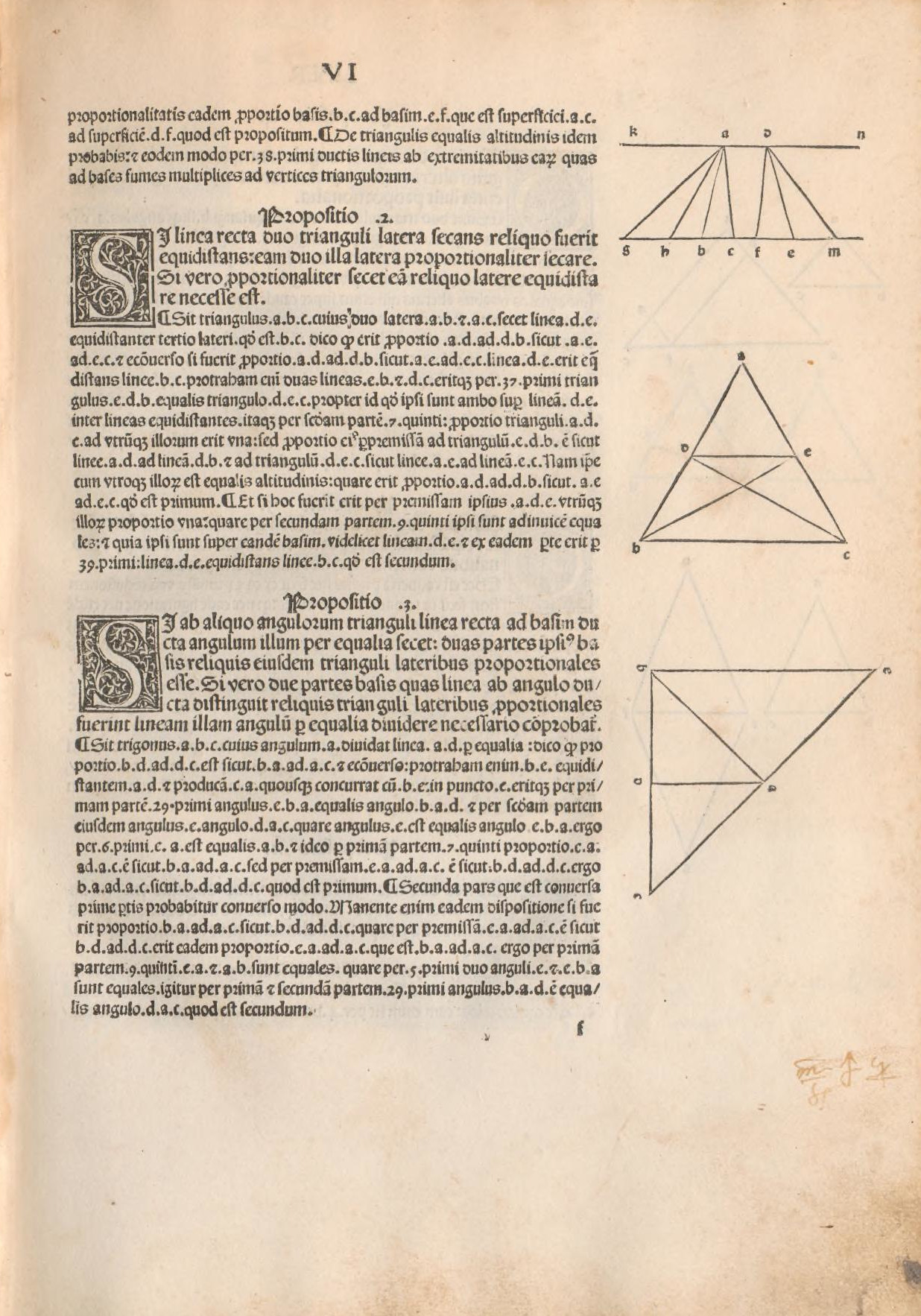
La proposition 2 du livre VI des Éléments d'Euclide, dans sa première édition imprimée, en 1482 à Venise, une traduction de l'arabe en latin par Campanus de Novare. Le premier schéma illustre la proposition 1 sur la proportionnalité entre bases et aires de triangles de même hauteur, le second la proposition 2 et sa démonstration et le troisième la proposition 3 (une conséquence du « théorème de Thalès »).

Le « théorème de Thalès » (tel que nous l'appelons aujourd'hui) apparaît dans les Éléments d'Euclide, un édifice axiomatique rigoureusement ordonné que l'on peut supposer écrit vers -290. Plus précisément, le théorème est énoncé, accompagné de sa réciproque, à la proposition 2 du livre VI,.

Résumé de la démonstration du sens direct de la proposition 2 (théorème de Thalès) par Euclide. Les triangles BDE et CDE, de même base DE, et de sommets portés par une parallèle BC à DE sont égaux par I.38. Donc le triangle BDE est relativement au triangle ADE comme le triangle CDE relativement au triangle ADE (V.7). Le triangle BDE est relativement au triangle ADE comme BD relativement à DA, ces deux triangles ayant même hauteur issue de E (VI.1). De même le triangle CDE est relativement au triangle ADE comme CE relativement à EA, et on conclut que BD est relativement à DA comme CE à EA (V.11).

Le livre VI, consacré à l'étude des figures semblables, nécessite la théorie des proportions exposée au  livre V qui permet de traiter les grandeurs incommensurables. Cette théorie des proportions doit beaucoup à Eudoxe , qui aurait pu l'introduire vers -350, et le contenu du livre VI aurait ainsi été élaboré entre Eudoxe et Euclide.
L'énoncé de la proposition 2 est le suivant :
Proposition 2. — Si l'on mène une droite parallèle à un des côtés d'un triangle, cette droite coupera proportionnellement les côtés de ce triangle ; et si les côtés d'un triangle sont coupés proportionnellement, la droite qui joindra les sections sera parallèle au côté restant du triangle.
Pour la proportionnalité des troisièmes côtés des deux triangles, qui sont « équiangles » (angles égaux deux à deux) d'après le livre I, il est possible de conclure à l'aide la proposition 4 du livre VI :
Proposition 4. — Dans les triangles équiangles, les côtés autour des angles égaux sont proportionnels ; et les côtés qui sous-tendent les angles égaux, sont homologues.
Mais la proposition 2 est exposée dans un contexte mathématique qui n'est pas le nôtre et ne correspond en fait qu'imparfaitement à notre théorème. Par exemple, les droites d'Euclide sont « limitées » (ce sont des segments de droite), mais elles sont toujours « prolongeables ». Dans les Données, la proposition 2 n'est utilisée que dans la première configuration du paragraphe #Énoncés et enseignement, quand le sommet A commun aux deux triangles est situé du même côté des deux parallèles, alors que dans la seconde configuration, celle où le sommet commun A est entre les deux parallèles, c'est la proposition 4 qui est invoquée, ce qui laisse penser que la proposition 2 est restreinte à la première configuration.
En plus de la théorie des proportions exposée au livre V, le livre VI utilise essentiellement des résultats du livre I. Si on prend le sens direct de la proposition 2 (correspondant à notre théorème de Thalès), sa démonstration s'appuie sur :
- la proposition 38 du livre I : « Des triangles, construits sur des bases égales et entre les mêmes parallèles, sont égaux entre eux »[38] ;
- deux propositions élémentaires du livre V sur la théorie des proportions (7 et 11) ;
- la proposition 1 du livre VI : « Les triangles et les parallélogrammes qui ont la même hauteur sont entre eux comme leurs bases »[39].

Un résumé en est donné ci-contre.
Ici, quand Euclide parle de triangles égaux, cela correspond à l'égalité entre leurs aires. De même à la proposition 1 c'est bien de proportionnalité entre les aires qu'il s'agit. Cependant la notion d'aire n'est pas définie directement par Euclide, et il n'y a pas de calcul d'aires dans les Éléments.  
Pour établir la proposition 1, Euclide utilise la proposition 38 du livre I (qui donne le cas particulier de la proposition VI.1 où les triangles ont même base, et suffirait pour l'établir pour des rapports entiers) et la définition 5 du livre V :
- la définition 5 du livre V : « Des grandeurs sont dites être dans le même rapport, une première relativement à une deuxième et une troisième relativement à une quatrième quand des équimultiples de la première et de la troisième ou simultanément dépassent, ou sont simultanément égaux ou simultanément inférieurs à des équimultiples de la deuxième et de la quatrième, selon n’importe quelle multiplication, chacun à chacun, [et] pris de manière correspondante »[42].

Euclide a besoin de cette définition pour passer des rapports entiers (les équimultiples) à des rapports quelconques.

#### Le calcul de la hauteur d'une pyramide, une légende

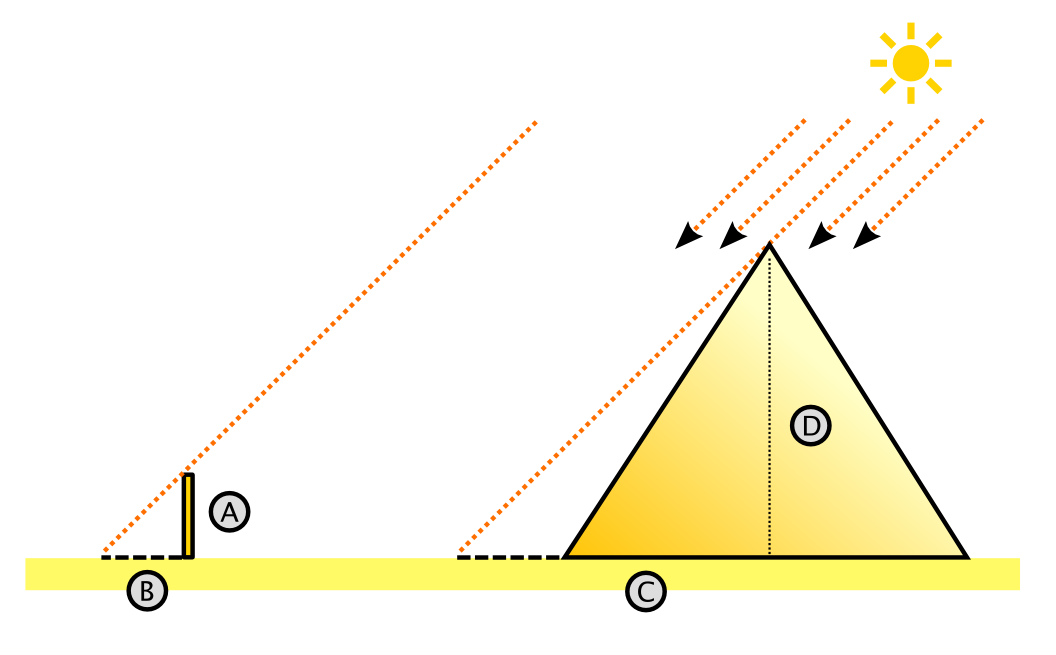
La mesure de la hauteur d'une pyramide par Thalès selon Plutarque.

Certains textes de l'Antiquité grecque font référence aux travaux de Thalès de Milet au VIe siècle av. J.-C., dont aucun écrit ne nous est parvenu. Cependant, aucun texte ancien n'attribue la découverte du théorème de Thalès à celui-ci.
L'attribution en France du théorème à Thalès semble associée à la mesure de la hauteur d'une pyramide égyptienne que celui-ci aurait effectuée,.
Dans son commentaire sur les Éléments d'Euclide, Proclus affirme que la géométrie avait été découverte en Égypte, et transportée en Grèce par Thalès après son voyage dans cette contrée. Selon une anecdote rapportée par Pline l'Ancien, Plutarque et Diogène Laërce, lors de ce voyage Thalès aurait obtenu la hauteur d'une des pyramides en mesurant l'ombre de celle-ci. Pour Pline de même que pour Diogène Laërce (qui se réfère à Hiéronymus de Rhodes, un auteur actif au IIIe siècle av. J.-C., ce qui est déjà autour de trois siècles après Thalès), Thalès attend que son ombre soit égale à sa taille pour mesurer l'ombre de la pyramide dont il déduit alors la hauteur.

« Hiéronyme dit que Thalès mesura les pyramides d'après leur ombre, ayant observé le temps où notre propre ombre égale notre hauteur. »

La version que donne Plutarque dans Le Banquet des Sept Sages (147a) est clairement romancée :

« Ainsi, vous, Thalès, le roi d'Égypte vous admire beaucoup, et, entre autres choses, il a été, au-delà de ce qu'on peut dire, ravi de la manière dont vous avez mesuré la pyramide sans le moindre embarras et sans avoir eu besoin d'aucun instrument. Après avoir dressé votre bâton à l'extrémité de l'ombre que projetait la pyramide, vous construisîtes deux triangles par la tangence d'un rayon, et vous démontrâtes qu'il y avait la même proportion entre la hauteur du bâton et la hauteur de la pyramide qu'entre la longueur des deux ombres. »

La version de Plutarque fait intervenir des rapports de proportionnalité, et donc peut renvoyer au théorème de Thalès. Ce n'est pas vraiment le cas de la version plus élémentaire rapportée par Pline et Diogène Laërce, qui correspond très probablement à la version originale de Hieronymus. De toute façon, comme le remarque Maurice Caveing, « il est peu vraisemblable que le souverain d'un pays qui, plus de 1 000 ans avant Thalès, connaissait le calcul du seqed, ait ignoré comment mesurer la hauteur des pyramides ».

#### L'Optique
Le procédé pour mesurer une hauteur inaccessible par la mesure de son ombre et la proportionnalité avec l'ombre d'un objet de hauteur connue, que Plutarque attribue à Thalès, est présenté dans l'Optique, un autre ouvrage d'Euclide,, à la proposition 18. Plusieurs propositions donnent des moyens de mesurer des hauteurs (18, 19), profondeur (20) et distance (21)  utilisant des triangles semblables. Dans le cas des propositions 18, 20 et 21, il s'agit du cas particulier du « théorème de Thalès ».

## Démonstrations

### Preuve par les aires
Les données de ce théorème sont :

Disposition des points.

- un triangle, par définition délimité par trois lignes droites (segments) AB, BC, et CA ;
- une ligne droite DE parallèle à la ligne droite BC intersectant AB en D et AC en E.

La conclusion donnée est :

« AD fera à DB ce que AE est à EC. »

Autrement dit, en écriture mathématique actuelle :
Cette démonstration se fonde sur le fait que l'aire d'un triangle est égale à la moitié de la longueur de sa hauteur, par rapport à une base (ou côté) quelconque, multipliée par la longueur de la base en question. Les hauteurs des triangles DEB et DEC par rapport à leur base commune DE ont la même longueur, du fait que BC est parallèle à DE. Ces deux triangles ont par conséquent la même aire. Ils ont donc le même ratio (d'aires) avec n'importe quelle aire non nulle, et en particulier celle du triangle DEA. Comme les hauteurs des triangles DEB et DEA par rapport, respectivement, aux bases BD et DA, sont confondues (h dans la figure ci-contre), le ratio de DEB par DEA est le même que le ratio de BD par DA. De même, le ratio de DEC par DEA est identique au ratio de CE par EA. Donc le ratio de BD par DA est le même que le ratio de CE par EA.
On peut traduire ce raisonnement par les égalités suivantes :
Les égalités s'appuient sur les constatations suivantes :
- les triangles DEB et DEA ont une hauteur commune h issue de E. Donc, leur aire est respectivement  ½BD×h et ½DA×h ;
- les triangles DEB et DEC ont une base commune DE, et les sommets opposés B et C sont par hypothèses sur une droite parallèle à (DE) ;
- enfin, les triangles DEC et DEA ont une hauteur commune h' issue de D. Donc, leur aire est respectivement  ½CE×h' et ½EA×h'.

### Preuve purement vectorielle
Il faut se poser la question de la validité d'une démonstration vectorielle du théorème de Thalès. En effet, la géométrie vectorielle s'appuie souvent sur une définition géométrique des vecteurs, définition dans laquelle le théorème de Thalès joue un rôle prépondérant quand il s'agit d'affirmer que {\displaystyle k({\vec {u}}+{\vec {v}})=k{\vec {u}}+k{\vec {v}}}.
Mais on peut toutefois s'intéresser à une écriture possible du théorème de Thalès et sa justification grâce aux opérations vectorielles, ce qui permet de le généraliser à tout espace affine (associé à un espace vectoriel).
Dire que D est sur (AB) c'est écrire qu'il existe un réel x tel que {\displaystyle {\overrightarrow {AD}}=x~{\overrightarrow {AB}}}.
De même, dire que E est sur (AC), c'est écrire qu'il existe un réel y tel que {\displaystyle {\overrightarrow {AE}}=y~{\overrightarrow {AC}}}.
Enfin, dire que les droites (ED) et (BC) sont parallèles, c'est écrire qu'il existe un réel t tel que  {\displaystyle {\overrightarrow {DE}}=t~{\overrightarrow {BC}}}.
Les égalités précédentes et la relation de Chasles permettent d'écrire que :
{\displaystyle {\begin{aligned}x~{\overrightarrow {AB}}+t~{\overrightarrow {BC}}&={\overrightarrow {AD}}+{\overrightarrow {DE}}\\&={\overrightarrow {AE}}\\&=y~{\overrightarrow {AC}}\\&=y~{\overrightarrow {AB}}+y~{\overrightarrow {BC}}.\end{aligned}}}
L'écriture suivant les vecteurs {\displaystyle {\overrightarrow {AB}}} et {\displaystyle {\overrightarrow {BC}}} se doit d'être unique car ces vecteurs ne sont pas colinéaires. Donc x = y et t = y.
On obtient donc les trois égalités : 
L'autre avantage de cet énoncé et de cette démonstration est que cela traite en même temps la seconde configuration illustrée plus haut.

## Généralisations du théorème de Thalès

### Cas de trois droites parallèles

Disposition des points et des droites.

Il s'agit d'une généralisation du théorème précédent dont la première égalité apparait comme le cas particulier où A = A'. Par contre, dans le théorème généralisé, aucune égalité n'est possible entre les rapports des longueurs des segments portés par les droites parallèles (AA'), (BB') et (CC') et les rapports des longueurs des segments portés par les droites (AC) et (A'C'). Le théorème est également généralisé en  utilisant des mesures algébriques, ce qui permet de le faire apparaitre comme un théorème de géométrie affine, le rapport de 2 mesures algébriques sur une même droite étant une notion purement affine.
Théorème de Thalès, — Soient (d) et (d') deux droites d'un même plan affine.
Énoncé direct : s'il existe trois droites parallèles intersectant (d) et (d') respectivement en A et A', en B et B' et en C et C', alors :
Dans un plan, des droites parallèles déterminent sur deux droites quelconques qu'elles rencontrent des segments correspondants proportionnels
ou
si une projection d'une droite sur une autre est une projection parallèle et qu'elle projette repère sur repère, alors les abscisses des points sont conservées.
Cette conclusion équivaut à l'une des deux égalités suivantes :
ou encore à :
« Réciproque » : si, pour trois points A, B, C de (d) et trois points A', B', C'  de (d'), la première égalité ci-dessus est vérifiée (avec A ≠ C et A' ≠ C'), et s'il existe deux droites parallèles contenant A et A' pour la première et C et C' pour la seconde, alors il existe une troisième droite parallèle aux deux précédentes et contenant B et B'.
Si l'on néglige les mesures algébriques, le premier énoncé donné du théorème de Thalès est la spécialisation du présent second énoncé au cas où deux points sont confondus (par exemple {\displaystyle A} et {\displaystyle A'}). En considérant la parallèle à (d') passant par A, le second énoncé se déduit du premier.
On peut démontrer ce théorème à partir de l'axiomatique du plan arguésien dégagée au XXe siècle.
La « réciproque » se déduit de l'énoncé direct en considérant la droite passant par B et parallèle aux deux premières parallèles. Elle coupe (d') en un certain point B'' qui, d'après l'énoncé direct, vérifie
Comme la même égalité est vérifiée par hypothèse pour B', les deux points B'  et B'' coïncident, donc la troisième parallèle contient bien B et B'.

La relation n'est pas une relation de rapport mais fait intervenir les 5 longueurs :{\displaystyle ({{\overline {AB}}+{\overline {BC}}})\cdot {\overline {BB'}}={{\overline {AB}}\cdot {\overline {CC'}}}+{{\overline {BC}}\cdot {\overline {AA'}}}.}

### En dimension supérieure
Souvent énoncé comme un théorème de géométrie plane, le théorème de Thalès se généralise sans difficulté en dimension supérieure, notamment en dimension 3. L'utilisation de droites parallèles est remplacée par des hyperplans parallèles ; les droites (d) et (d') n'ont pas à être supposées coplanaires.
Théorème de Thalès — Soient (d) et (d') deux droites d'un même espace affine.
Énoncé direct : s'il existe trois hyperplans parallèles intersectant (d) et (d') respectivement en A et A', en B et B'et en C et C', alors :
« Réciproque » : si (d) et (d') sont non coplanaires et si trois points A, B, C de (d) et trois points A', B', C' de (d') (avec A ≠ C et A' ≠ C') vérifient l'égalité ci-dessus, alors il existe trois plans parallèles  intersectant (d) et (d') respectivement en A et A', en B et B' et en C et C'.
L'énoncé direct dans le cas général où (d) et (d') ne sont pas nécessairement coplanaires peut se déduire du théorème de Thalès dans le plan en faisant intervenir une troisième droite, coplanaire à chacune des deux.
La « réciproque » se déduit de l'énoncé direct en se plaçant dans le sous-espace de dimension 3 engendré par (d) et (d') et en prenant deux plans parallèles dont l'un contient A et A'  et l'autre C et C', puis en raisonnant comme en dimension 2 ci-dessus, mais en remplaçant « droites parallèles » par « plans parallèles ».

#### Preuve de l'énoncé direct utilisant une projection affine
On peut démontrer directement cet énoncé en dimension quelconque à l'aide des notions modernes d'espaces affine et vectoriel et d'application affine. Soient p la projection affine sur (d') parallèlement aux trois hyperplans, qui envoie A, B, C respectivement sur A', B', C', et {\displaystyle {\vec {p}}} la projection vectorielle associée. Si l'on note x = AB/AC et y = A'B'/A'C', alors
{\displaystyle {\vec {p}}({\overrightarrow {AB}})={\begin{cases}{\vec {p}}(x~{\overrightarrow {AC}})=x~{\vec {p}}({\overrightarrow {AC}})=x~{\overrightarrow {p(A)p(C)}}=x~{\overrightarrow {A'C'}}\\{\overrightarrow {p(A)p(B)}}={\overrightarrow {A'B'}}=y~{\overrightarrow {A'C'}}\end{cases}}\quad {\text{donc}}\quad x=y}.

#### Conservation des birapports par les projections
Le birapport est un invariant projectif associé à quatre points. Le théorème de conservation des birapports par projection est lié de près au théorème de Thalès, l'un pouvant se déduire de l'autre.
De même que les trois droites parallèles du théorème de Thalès peuvent être remplacées par des hyperplans parallèles dans un espace affine de dimension supérieure à 2, les quatre droites concourantes de ce théorème de conservation des birapports peuvent être remplacées par des hyperplans appartenant à un même faisceau en dimension supérieure.
L'intérêt de ce point de vue est de souligner l'analogie du « rapport »  {\displaystyle {\overline {AB}} \over {\overline {AC}}} intervenant dans le théorème de Thalès avec le birapport utilisé en géométrie projective : le premier est laissé invariant par une transformation affine d'une droite affine vers une autre exactement comme le second est laissé invariant par une transformation projective d'une droite projective vers une autre.

## Applications

### Algèbre géométrique
Le théorème de Thalès offre des égalités entre diverses fractions. Si les segments et les triangles appartiennent à la branche mathématique appelée géométrie, les fractions font partie de l'algèbre. Le fait que le théorème offre des égalités sur les fractions en fait une méthode de démonstration qui s'applique à l'algèbre. Il est possible d'établir toutes les lois régissant le comportement des fractions et, par là, les mécanismes qui permettent de résoudre toutes les équations du premier degré. Cette démarche est décrite dans l'article Algèbre géométrique.

### Résultats de géométrie projective et rapport avec les homothéties
En géométrie, le théorème de Thalès ou sa réciproque peuvent être utilisés pour établir des conditions d'alignement ou de parallélisme. Sans faire appel aux notions de droite projective, ils permettent d'obtenir des versions satisfaisantes des résultats relevant en réalité de la géométrie projective. Le théorème de Thalès peut être utilisé comme substitut des homothéties dans les démonstrations.
- Théorème de Ménélaüs : Étant donnés un triangle ABC et trois points A', B' et C' appartenant respectivement aux droites (BC), (AC) et (AB) ; les points A', B' et C' sont alignés si et seulement si :{\displaystyle {\dfrac {\overline {A'C}}{\overline {A'B}}}\cdot {\dfrac {\overline {B'A}}{\overline {B'C}}}\cdot {\dfrac {\overline {C'B}}{\overline {C'A}}}=1}.
- Théorème de Ceva : Étant donnés un triangle ABC et trois points A', B' et C' appartenant respectivement aux droites (BC), (AC) et (AB) ; les droites (AA'), (BB') et (CC') sont concourantes ou parallèles si et seulement si :{\displaystyle {\dfrac {\overline {A'C}}{\overline {A'B}}}\cdot {\dfrac {\overline {B'A}}{\overline {B'C}}}\cdot {\dfrac {\overline {C'B}}{\overline {C'A}}}=-1}.
- Théorème de Pappus : Soient deux droites d et d' ; trois points A, B et C de d ; trois points A', B', et C' de d'. On note P, Q et R les intersections respectives de (AB') et (A'B), de (B'C) et (BC'), et de (AC') et (A'C). Alors les points P, Q et R sont alignés.
- Théorème de Desargues : Soient deux triangles ABC et A'B'C' tels que les droites (AB) et (A'B') sont parallèles, de même pour (BC) et (B'C') et pour (AC) et (A'C'). Alors les droites (AA'), (BB') et (CC') sont parallèles ou concourantes.

### Nombres constructibles

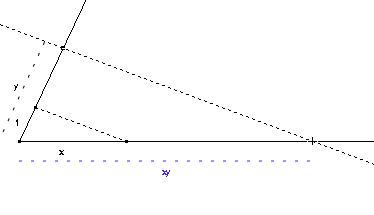
Construction géométrique du produit.

Une question soulevée durant l'Antiquité, et notamment sous la forme du problème de la quadrature du cercle, est la possibilité de construire une figure à l'aide de la règle (non graduée) et du compas :
- la règle est un instrument idéalisé permettant de considérer une droite passant par deux points déjà tracés ;
- le compas est un instrument idéalisé permettant de considérer un cercle ayant pour centre un point déjà construit et pour rayon le report d'une distance réalisée entre deux points déjà construits.

Un point du plan euclidien est dit constructible à la règle et au compas s'il peut être obtenu par un nombre fini d'étapes à partir des points de coordonnées (0,0) et (0,1). À la suite des travaux de Georg Cantor, il peut être affirmé que tous les points constructibles à la règle et au compas sont en nombre dénombrable.[réf. nécessaire]
Un nombre constructible est un nombre réel qui peut être obtenu comme coordonnée d'un point constructible. L'ensemble des nombres constructibles est stable par somme, produit et inverse, et forme donc un sous-corps des nombres réels. Le théorème de Thalès montre que le produit de deux nombres constructibles est un nombre constructible. En effet, pour deux réels non nuls constructibles x et y, un calcul donne la justification de la construction ci-contre :
{\displaystyle {\dfrac {xy}{x}}={\dfrac {y}{1}}}

### Prévision des collisions en navigation

Si la ligne de vue entre deux navires (N_{1}N_{2}) est d'orientation constante, la situation mène à une collision.

Considérons deux navires voguant à vitesse constante et en ligne droite, par exemple un voilier naviguant à 5 nœuds et un porte-conteneurs naviguant à 20 nœuds. Le voilier surveille le porte-conteneurs : s'il l'observe toujours dans la même direction, et qu'il le voit se rapprocher, alors la collision est certaine.
En effet, comme le voilier voit le porte-conteneur se rapprocher, les deux trajectoires sont des droites sécantes. Soit C leur point d'intersection. Le voilier a une vitesse v1 et se situe au temps t dans la position N1(t), le porte-conteneur a une vitesse v2 et se situe au temps t dans la position N2(t). Le voilier observe toujours le porte-conteneur dans la même direction signifie que les droites (N1(t)N2(t)) sont toutes parallèles entre elles. La distance parcourue entre deux temps t et t', t < t' est N(t')N(t) = v× (t'−t), et donc
N2(t)N2(t')/N1(t)N1(t') = v2/v1 = k (k = 4 pour l'exemple choisi). D'après le théorème de Thalès, N2(t)C/N1(t)C = k. Les deux navires atteignent donc en même temps le point C, d'où la collision.
Ainsi, si un navigateur voit un navire toujours dans la même direction, il sait qu'il doit entreprendre une manœuvre d'évitement. Si en revanche il voit l'autre navire se décaler vers la gauche ou vers la droite par rapport à sa ligne de visée, il sait qu'il est en sécurité.
On peut également voir le problème sous l'angle de la cinématique : si le navire N2 est toujours observé de N1 dans la même direction, cela signifie que sa vitesse relative est un vecteur dont le support est la droite (N1N2). Dans le référentiel lié à N1, le navire N2 a un mouvement rectiligne uniforme passant par N1, d'où la collision.
Ces notions sont appliquées dans les radars arpa[réf. souhaitée].

### La croix du bûcheron
À l'aide de deux petits bâtons de même longueur il est possible d'estimer la hauteur d'un arbre en appliquant le théorème de Thalès. Le bâton horizontal est positionné entre les deux yeux en visant la base de l'arbre à hauteur d'homme et le bâton vertical est placé au bout de ce bâton. Le grand triangle est celui formé par nos yeux, la cime de l'arbre et la base du tronc. Le petit triangle est celui formé par nos yeux et les deux extrémités du bâton vertical. Si on se place à une distance telle que le bâton vertical recouvre toute la hauteur de l'arbre dans notre champ de vision alors les deux côtés non verticaux du petit triangle se trouvent alignés avec ceux du grand triangle. Par conséquent on reproduit la figure d'un triangle contenant une parallèle à un côté, cette parallèle étant matérialisée par le bâton vertical. Comme les deux bâtons sont de longueurs égales, la distance qui nous sépare de l'arbre est approximativement égale à un demi mètre près peut-être à celle de la hauteur de l'arbre. Il suffit alors de compter le nombre de pas jusqu'à la base de l'arbre ou de mesurer la distance avec un mètre ruban. 
Une autre méthode consiste par temps ensoleillé et sur terrain plat à se placer dans l'ombre de l'arbre de telle manière que le bout de notre ombre se confonde avec celui de l'arbre. Alors il suffit de mesurer la longueur de notre ombre et de celle de l'arbre et d'appliquer la formule de Thalès : le rapport de notre hauteur par notre ombre est égal au rapport de la hauteur de l'arbre par son ombre.